# Kolahoi
Der Kolahoi (englisch Kolahoi Peak oder Mount Kolahoi) ist ein Berg im Himalaya im indischen Unionsterritorium Jammu und Kashmir.
Der Kolahoi befindet sich nördlich des Kaschmirtals im Anantnag-Distrikt. Entlang seiner Ost- und Westflanke strömt der Kolahoigletscher in nördlicher Richtung und speist den Lidder, der sich in einem Linksbogen nach Süden wendet und ins Kaschmirtal strömt. Die Kleinstadt Pahalgam liegt 15 km südlich des Kolahoi im Flusstal des Lidder. Mit einer Höhe von 5425 m überragt der Kolahoi die umliegenden Gipfel. Aufgrund seiner Gestalt wird der Berg auch als das „Matterhorn von Kaschmir“ bezeichnet.
Die Erstbesteigung des Kolahoi fand im Jahr 1912 durch eine britische Expedition unter der Leitung von Ernest Neve statt.